# Festiwal Summa Cum Laude

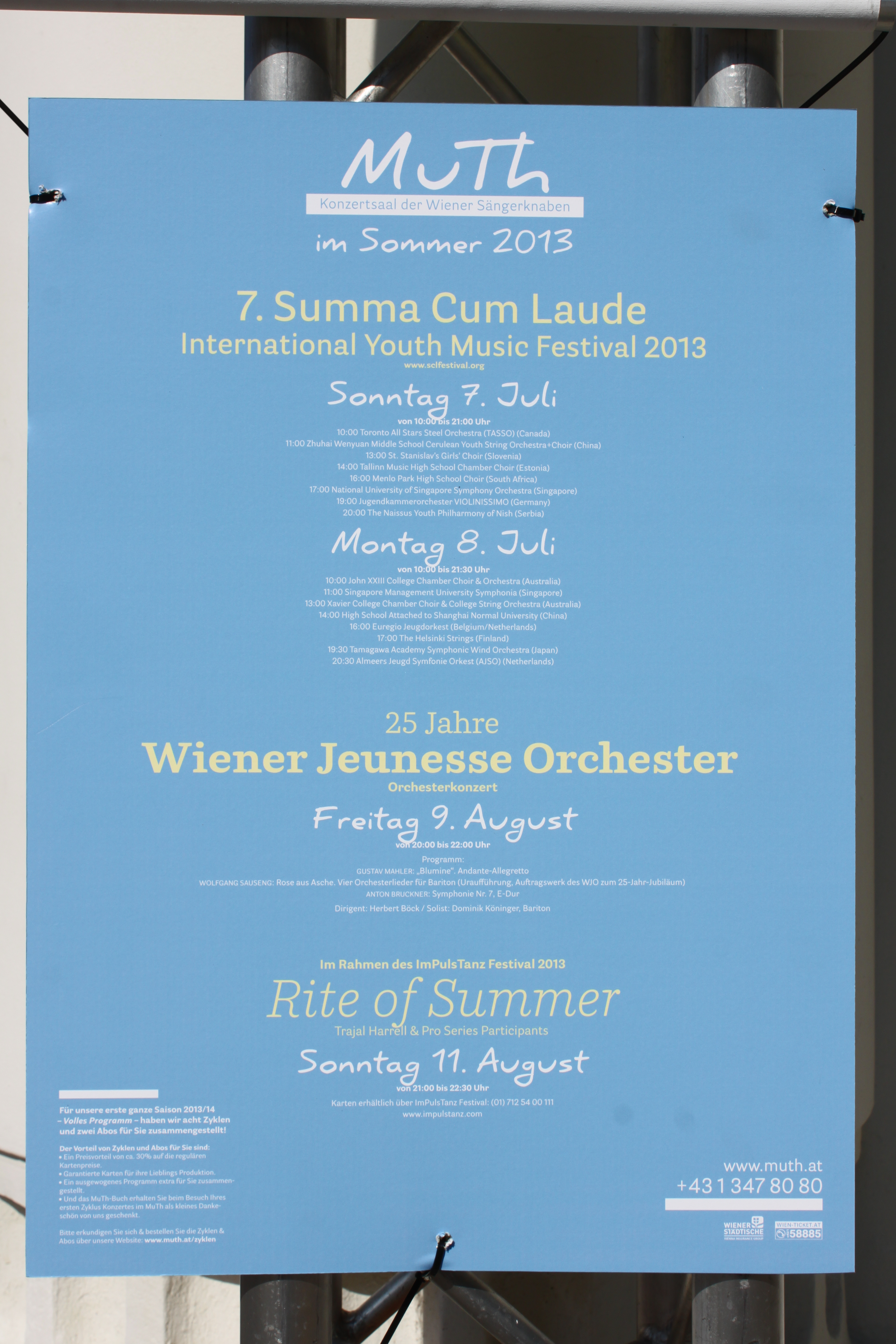
Festiwal Summa Cum Laude w 2013 roku, MuTh

Festiwal Summa Cum Laude to międzynarodowy festiwal muzyczny młodzieży, który odbywa się corocznie w lipcu w Wiedniu, w Austrii. Festiwal odbywa się w dwóch głównych salach koncertowych miasta, Złotej Sali Musikverein i Konzerthaus. Festiwal powstał w 2007 roku, z inicjatywy VIA MUSICA. Rok później, w 2008 roku, Festiwal Summa Cum Laude rozszerzył swoją ofertę, aby obejmować zarówno Summa Cum Laude Competition,  jak i Summa Cum Laude Celebration. Zespoły wykonawcze mogą wybrać, czy chcą wystąpić w SCL Competition, czy też zdecydować się na udział w niekonkursowej SCL Celebration.

## Miejsca festiwalowe
Ceremonia otwarcia odbywa się w katedrze św. Szczepana w Wiedniu. Warsztaty i seminaria odbywają się w Uniwersytecie Muzyki i Sztuk Scenicznych w Wiedniu. Konkurs oraz świętowanie odbywają się w Złotej Sali Musikverein oraz/lub w Wielkiej Sali Konzerthaus. Ceremonia zamknięcia odbywa się w Pałacu Hofburg w Wiedniu.